# Pima

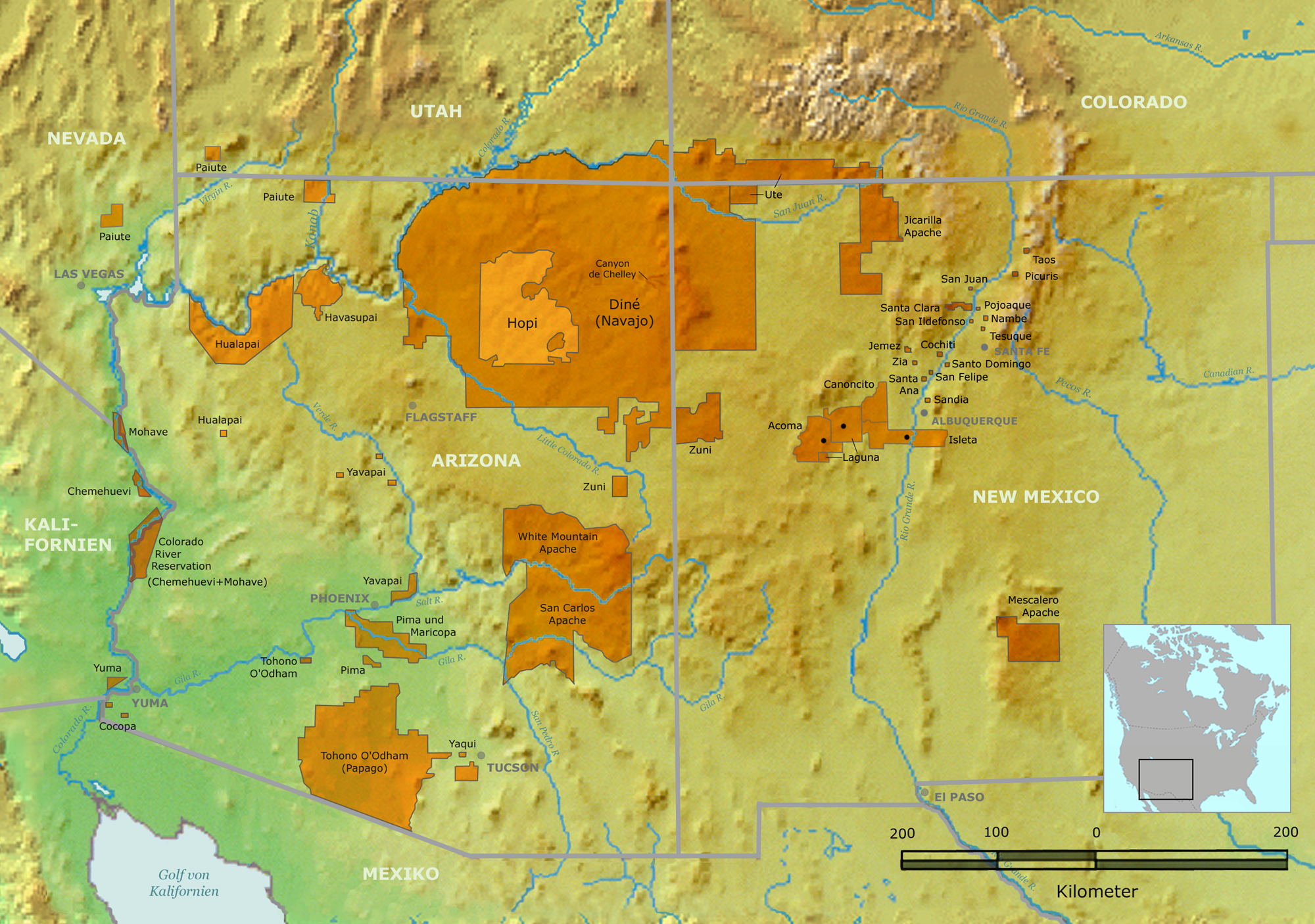
Reservationen der Pima und benachbarter Stämme im Südwesten der USA

Als Pima oder O'Odham bezeichnet man vier regionale Dialektgruppen bzw. Stammesgruppen nordamerikanischer Ureinwohner im Südwesten der Vereinigten Staaten und im Norden Mexikos, die zwar jeweils Varianten der „Tepiman/Pima (Pimic)-Sprachen“ des südlichen Zweigs der uto-aztekischen Sprachfamilie sprachen, historisch jedoch nie eine politische Einheit oder Stammesidentität entwickelten. „Pima / O'Odham“ ist somit ein Sammelbegriff für folgende Gruppen, die sich wie die meisten indigenen Völker je nach Dialekt/Sprache einfach als „Volk“ bzw. „die Menschen“ bezeichneten (mit Ausnahme der sesshaften „Pima“ und nomadischen „Sand Papago“ werden alle Gruppen/Stämme kulturell zu den „Ranchería-Stämmen“ gezählt):
- Pima Alto oder Upper Pima („Obere/Nördliche Pima“) (Eigenbezeichnung: Au-Authm bzw. O'Odham - „Volk, die Menschen“), ist die geographische Sammelbezeichnung aller Pima/Pimic-sprachigen Gruppen nördlich des Río Sonora in Arizona und Sonora, die jeweils die Flusstäler der „Pimería Alta (Obere/Nördliche Pimeria)“ sowie die Wüsten und Trockentäler der „Gran Desierto de Altar (Westliche Papaguería)“ oder der „Papaguería (Östliche Papaguería)“ besiedeln. Diese werden wiederum kulturell, wirtschaftlich und sprachlich in zwei große Hauptgruppen unterteilt:
  - Pima (verschiedene Pima Alto-Gruppen bewohnten die „Pimería Alta (Obere/Nördliche Pimeria)“, die Nachfahren identifizieren sich heute als „Akimel O'Odham/Akimel Au-Authm (Fluss Volk)“ mit zwei regionalen Untergruppen: „On'k Akimel O'Odham/On'k Akimel Au-Authm (Salt River Volk)“ und „Keli Akimel O'Odham/Keli Akimel Au-Authm (Gila River Volk)“.)
  - Papago
    - „eigentliche/wahre“ Papago (span. Ableitung vom Pima-Wort Babawï O'Odham/Pahpah Au-Authm - „Teparybohnen-Volk“, d. h. „Teparybohnen-Esser“, umfassten einst verschiedene Dorf- und Dialektgruppen in der „Papaguería (Östliche Papaguería)“, die Nachfahren identifizieren sich heute als „Tohono O'Odham (Volk der Wüste)“.)
    - Sand Papago oder „Areneños (Pápagos de la arena)“ (span./amerikanische Adaption ihrer Eigenbezeichnung als „Hia C-eḍ O'Odham (Volk der Sanddünen)“, fälschlicherweise auch als „Sand Pima“ bezeichnet, waren die einzigen Nomaden unter den „Pima/O'Odham“ und bewohnten in mehreren Bands die „Gran Desierto de Altar (Westliche Papaguería)“.)
- Pima Bajo oder Lower Pima („Untere/Südlche Pima“)
  - Tiefland (Lowland) Pima oder Wüsten (Desert) Pima (Eigenbezeichnung: „O'Odham (Volk)“, lebten in den Wüsten und Flusstälern Zentral-Sonoras)
  - Hochland (Mountain) Pima (Eigenbezeichnung (?): „O'Ob/O'Oba (Volk, wörtlich jedoch: Feind, d. h. Apache)“[1][2], wurden von den Tiefland Pima auch „Taramil O'Odham/Tadmar O'Odham (Tarahumara-ähnliches Volk)“ genannt, da ihre Kultur/Lebensart den Tarahumara sehr ähnelte; waren – wie Apache und Tarahumara – als kriegerisch und tapfer bekannt.)
- Tepehuán (auch Tepehuanes, Tepehuanos, abgel. aus dem Nahuatl für „Bergvolk“ oder „Bergbewohner“)
  - Nördliche Tepehuán (Eigenbezeichnung: „Òdami (Volk)“.)
    - Hochland Tepehuán oder Upland/Mountain Tepehuán
    - Canyon Tepehuán oder Tiefland (Lowland) Tepehuán

  - Südliche Tepehuán (Eigenbezeichnung: „Dami/Odam (Volk)“.)
    - Südöstliche Tepehuán oder Tepehuán del Sureste (auch: Tepehuano, Eigenbezeichnung: „O'dam (Volk)“.)
    - Südwestliche Tepehuán oder Tepehuán del Suroeste (Eigenbezeichnung: „Audam (Volk)“.)
- Tepecano (standen kulturell den Huichol (Wixáritari) und Cora (Náayarite) so nahe, so dass die Spanier alle drei Völker nach der Eigenbezeichnung der Cora für „Volk“ als Nayarites bezeichneten.)

Sie lebten in den Hochtälern der Sierra Madre Occidental, in der Sonora und Chihuahua-Wüste sowie in den Flusstälern des Gila River und Salt River in Arizona, des Río Yaqui und Rio Sonora im mexikanischen Bundesstaat Sonora, an den Oberläufen des Rio Papagochi, Rio Tutuaca und Rio Mayo sowie nördlich des Rio Verde in Chihuahua, im Norden von Durango, Sinaloa, Jalisco und Nayarit.
Heute leben die Nachkommen der amerikanischen Gruppen mehrheitlich in Reservationen im US-Bundesstaat Arizona (’Al ṣonag – „Place of the Small Spring“), während die mexikanischen Gruppen teilweise ihre Kultur bewahren konnten und meist in abgelegenen Dörfern entlang der Flüsse und in den Bergen leben.

## Namensgebung
Die Pima selbst hatten sich nie als Pima bezeichnet, die verschiedenen Pima-Gruppen bezeichneten sich einfach je nach Dialekt als Au-Authm, O'Odham, O'Ob, Odami oder Dami was einfach „Volk“ bedeutet.
Die Flusstäler und angrenzenden Gebiete von Santa Ana im Norden von Sonora bis zum Gila River im Süden von Arizona waren allgemein bei den Spaniern als Pimería Alta und die hier lebenden Gruppen daher als Pima Alto bekannt, die westlich und südlich angrenzenden Wüstengebiete und Berge bis zur Küste des Golfs von Kalifornien als Gran Desierto de Altar („Westliche Papaguería“) oder Papaguería („Östliche Papaguería“) und die hier lebenden Pima als Areneños (Pápagos de la Arena – „Sand Pápago“) oder Pápago, die Flusstäler und Berge im Süden Sonoras und im Norden Durangos und Chihuahuas als Pimería Baja und die hier lebenden Gruppen als Pima Bajo und die südlich in den angrenzenden Gebiete im Süden Durangos, im Norden von Sinaloa, Jalisco und Nayarit lebenden als Tepehuanes oder als Nayarites bezeichnet.
Das Wort Pima leitet sich wahrscheinlich aus einem Dialekt der Pima Bajo her. Als die ersten Spanier den Pima eine Frage stellten, konnten diese ihnen nur antworten: pi-myi-match / pi 'añi mac / pi mac („Ich weiß nicht“), pi-ma-te („Ich verstehe das nicht“) oder pi ha'icu („nichts“), woraus dann die Spanier verkürzend Pima machten. Auch der Name Papago ist eine Adaption eines O'Odham-Wortes; mit Babawï O'Odham oder Pahpah Au-Authm („Teparybohnen-Volk“) oder Ba:bawĭkoʼa („Teparybohnen-Esser“) bezeichneten die benachbarten Akimel O'Odham ihre Verwandten. Manche Historiker behaupten jedoch, dass die den O'Odham feindlich gesinnten kriegerischen Opata diese verächtlich als Papawi O’Otham bezeichneten. Der Name Opata selbst ist wiederum eine Abwandlung der O'Odham-Wörter Ohp oder O'Ob („Feinde“) oder Obagg'ata („einen Feind haben“).
Die (später) mächtigsten Feinde der Pima Alto und Pápago, die verschiedenen Gruppen der Apache (Nnēē oder T'Inde), bezeichneten diese als Sáíkiné („Volk des Sandhauses“), da sie in aus Lehmziegel (Adobe) errichteten Pfahlhäusern lebten oder als Ketl'ah izláhé („Riemen-unter-den-Füßen-Volk“), da sie im Gegenzug zu den Apache Sandalen trugen.

## Sprache
Das Pima (Pimic) oder Tepiman ist die Bezeichnung einer Gruppe eng verwandter Sprachen und Dialekte der Pima oder O'Odham, die zum südlichen Zweig der Uto-aztekischen Sprachfamilie gehören. Allgemein werden die Pima-Sprachen in vier Hauptsprachen und deren Dialekte unterteilt (Campbell 1997):
1. O'Odham (Pima-Papago) oder O'odham ñiok (O'odham ha-ñeʼokĭ oder O'odham ñiʼokĭ der O’Odham) (ca. 14.000 Sprecher, lt. Golla 2007)
- Pima Alto oder Pima-Dialektgruppe (der Akimel O'Odham, Koahadk, Sobaipuri, Sobas und Himeris)

- Östlicher Gila-Dialekt
- Kohadk oder Kohatk-Dialekt (†) (Nachfahren der Koahadk)
- Salt River-Dialekt (der On'k Akimel O'Odham)
- Westlicher Gila-Dialekt

- Pápago-Dialektgruppe (der Tohono O'Odham und Hia C-eḍ O'Odham, evtl. die sog. eigentl. Pima)

Tohono O'Odham oder Pápago
- Cukuḍ Kuk oder (Ko)Kolo'di-Dialekt (auch: Kokololoti, Nachfahren der eigentl. Pima)
- Gigimai oder Kiy'kima-Dialekt
- Hu:hu'ula oder Huhumu-Dialekt
- Huhuwoṣ oder Hauhauwash-Dialekt (Nachfahren der Soba)
- Totoguañ(i) oder Totoköwany-Dialekt
- Ge Aji oder Santa Rosa Mountains-Dialekt (†)
- Anegam-Dialekt (†)
- Kohadk oder Kohatk-Dialekt (†) (Nachfahren der Koahadk)

Hia C-eḍ O'Odham oder Sand Pápago
- Pisinemo-Dialekt (abgel. von Pisin Moʼo – „Buffalo Head“)
- Quitovac-Dialekt (eine Mixtur von Hia C-eḍ O'Odham und dem Huhuwoṣ der Soba)
- Quitobaquito-Dialekt (eine Mixtur von Hia C-eḍ O'Odham und dem Hu:hu'ula des Tohono O'Odham)
- (evtl. mehrere weitere Dialekte ?)(†)

2. Pima Bajo (Névome) oder Oob No'ok (ca. 1.000 Sprecher)
- Hochland Pima (Mountain Pima)-Dialekt (der Yécora-Maycoba O'Ob und Yepachi-Tutuaca O'Ob)
- Tiefland Pima (Lowland Pima)-Dialekt (der Névome O'Odham und Ures O'Odham)

3. Tepehuán oder O'otham (O'dami oder O'dam)
- Nördliches Tepehuán oder O'dami (del Norte) (der Òdami (Nördliche Tepehuan)) (ca. 8.000 Sprecher)

- Baborigame O'dami-Dialekt (der Hochland Tepehuán (Upland oder Mountain Tepehuán)) (ca. 6.200 Sprecher, manche sprechen eine Dialektvariante ähnlich dem Tarahumara (Rarámuri))
- Nabogame O'dami-Dialekt (der Canyon oder Tiefland Tepehuán (Lowland Tepehuán)) (ca. 1.800 Sprecher)

- Südliches Tepehuán oder O’dam (del Sur) (der Dami (Odam) (Südlichen Tepehuan))

- Südöstliches Tepehuán (Tepehuán del Sureste oder Tepehuano) (der südöstlichen Tepehuan) (ca. 10.600 Sprecher)
- Südwestliches Tepehuán (Tepehuán del Suroeste) (der südwestlichen Tepehuan) (ca. 8.700 Sprecher)

4. Tepecano (seit 1972 ausgestorben, wird manchmal als Dialekt des südlichen Tepehuán betrachtet) (der Tepecano oder Nayarites)
Die verschiedenen Varianten des Tepehuán dürfen jedoch nicht mit der Tepehua (Hamasipini)-Sprache aus der Totonac-Tepehua-Sprachfamilie verwechselt werden.

## Gruppen der Pima

### Pima Alto (Obere Pima)
Die Pima Alto oder Upper Pima („Obere Pima“), deren Sprache je nach Dialekt als Oʼodham ha-ñeʼokĭ, Oʼodham ñiʼokĭ, Oʼodham ñiok bezeichnet wird, heute oftmals als O'Odham bezeichnet, ist die geographische Sammelbezeichnung aller Pima- (Pimic)-sprachigen Gruppen nördlich des Río Sonora, die wiederum auf Grund kultureller, wirtschaftlicher und sprachlicher Unterschiede in zwei große Hauptgruppen unterteilt werden:
als Pima bezeichnete Gruppen bewohnten die Pimería Alta:
- Akimel O'Odham (Akimel Au-Authm – „Fluss-Volk“, lebten nördlich und entlang des Gila River, des Salt River sowie des Santa Cruz River (Hihd,d,n) in Arizona)
  - On'k Akimel O'Odham (On'k Akimel Au-Authm – „Volk, das entlang des Salt River lebt“, nördlichste Gruppe der Pima)
  - Keli Akimel O'Odham oder Gileños (Keli Akimel Au-Authm – „Volk, das entlang des Gila River lebt“)
- Koahadk oder Qáhatika (auch Kohadk, Kwahadt,[9] Kwadahk, Cojate oder Quahadike, lebten entlang des mittleren Santa Cruz River, wo sie mittels der ʼAkĭ Ciñ genannten Methode ihre Felder bestellten, wegen Überfällen der Apache gaben sie ihr Hauptdorf Aquitun (Akuchini – „creek mouth“ – „Bach-Mündung“) westlich von Picacho gegen ca. 1800 auf, größtenteils schlossen sie sich den Keli Akimel O'Odham an und gründeten Sacaton (Pima: Geʼe Ki:), eine Splittergruppe suchte in fünf Siedlungen rund um das heutige Quijotoa, Arizona, in der Wüste südlich des Gila River Schutz, heute auch als Ak-Chin O'Odham, Ak-Chin Au-Authm oder ʼAkĭ Ciñ O'Odham – „Volk, das an der Mündung des Arroyo saisonal trockenes Flusstal lebt“ oder „Volk, wo die Wasser-Fluten im Sand(boden) – versickern“ bekannt, werden oftmals als eine Untergruppe der Sobaipuri betrachtet, standen kulturell zwischen den Pima- und Pápago-Gruppen, sprachlich jedoch zählten sie zu den Pima)[10][11]
- Sobaipuri oder Pimas Sobaipuris (Soba y Jipuris, abgel. vom O'Odham-Wort So s-o:bai-puri[12] – „viele Feinde/großes feindliches Volk“ oder „da, wo viele Feinde sind“[13] von den Akimel O'Odham Rsársavinâ – „gefleckt“ genannt, lebten ursprünglich in den Tälern des Santa Cruz River und des San Pedro River, dem Grenzfluss zur Apacheria im Osten, waren als besonders tapfer und kriegerisch bekannt, wurden zwischen 1750 und 1780 von den Arivaipa und Pinaleño Apache größtenteils aufgerieben und mussten sich zum Santa Cruz River zurückziehen, wo sie sich – zusammen mit Tohono O'Odham – in der Sobaipuri-Siedlung Wa:k, dem Ort der späteren Mission San Xavier del Bac, unter dem Schutz des Presidios San Augustin del Tucson niederließen, die hier lebenden Sobaipuri-Tohono O'Odham, waren als Wa:k O'odham oder Wakon O'Odham – „getauftes, christianisiertes Volk“ bei den nicht christianisierten Tohono O'Odham bekannt,[14] manche schlossen sich den Tohono O'Odham, andere den Akimel O'Odham an, nur einige wenige lebten weiterhin entlang des San Pedro River, östlichste Gruppe der Pima)[15]
- Soba oder Soba Pimas (evtl. abgel. vom O'Odham-Wort S-O'obmakam – „Apache-ähnliches Volk“, lebten entlang des unteren und mittleren Río Altar sowie entlang des Río (de la) Concepción und Río Sonoyta südwärts bis zum Unterlauf des Río San Ignacio und den umliegenden Wüstengebieten im Norden von Sonora, nutzten auch die Golfküste, bedeutendste Siedlungen waren Pitiquín, das heutige Municipio Pitiquito, und Caborca (Kawulk – „Hügel mit Felsen und Geröll“), Sonora, kulturell ähnlich den halbnomadischen Pápago-Gruppen, sprachlich jedoch Pima, südwestliche Gruppe der Pima)
- Himeris (auch Hymeres, Hymeris, Himides oder Ímuris – „Plateau zwischen Flüssen“ oder „wie Feuerstein geformte Hügel“, lebten nordwestlich des Tals des Río Sonora in den Tälern und Bergen der Sierra Madre Occidental, entlang des Oberlaufs des Río San Miguel nordwestlich bis unterhalb des Zusammenflusses vom Río Magdalena und Río Altar[16] sowie bis zum Golf von Kalifornien, südöstliche Gruppe der Pima)[17]
- eigentl. Pima oder Piatos (eine Kontraktion von Pimas Altos, lebten entlang des Río San Ignacio, Río Altar, Río San Miguel und des Río Cocóspora im Norden Sonoras und somit am nächsten zu den spanischen Siedlungen, waren kulturell zwar Pima, sprachen evtl. jedoch einen Pápago-Dialekt, südlichste Gruppe der Pima, waren neben den Sobas und einigen Pima Bajo als besonders rebellisch bekannt, beteiligten sich mit diesen an mehreren Revolten und Aufständen: 1695, 1739–1741, 1749–1776)

als Pápago bezeichneten Gruppen bewohnten die Gran Desierto de Altar („Westliche Papaguería“) oder die Papaguería („Östliche Papaguería“):
- Tohono O'Odham oder Pápago („Volk der Wüste“, die Pima nannten sie Babawï O'Odham oder Pahpah Au-Authm)[18] – „Teparybohnen-Volk“, d. h. „Teparybohnen-Esser“, die Spanier daher Pápago, sie bewohnten die Sonora-Wüste und deren Berge südwestlich von Tucson (Cuk ṣon – „Black Base“ – „[am] Fuß des Schwarzen [Berges]“),[19] Tubac (Cewagï – „Wolke“ oder Cuwak – „rotten“) und südlich des Gila River, westlich des Santa Cruz River bis rund um Ajo (Moik Wahia) in den Ajo Mountains, südöstlich bis zum Río San Miguel und manchmal südwärts bis zum Río San Ignacio, Sonora, ihr Gebiet umfasste auch ihren heiligsten Berg und für sie das Zentrum der Welt – den Baboquivari Peak (Waw Kiwulik – „schmal in der Mitte“), bewohnten die „Östliche Papaguería“:[20]
  - Kuitatk (kúí tátk – ‘Mesquite-Wurzel’)
  - Sikorhimat (sikol himadk – ‘Dorf an den Wasserstrudeln-Wirbeln’)
  - Wahw Kihk (wáw kéˑkk – ‘Aufrechtstehender Fels’)
  - San Pedro (wiwpul – ‘Wilder Tabak’)
  - Tciaur (jiawul dáhăk – ‘Barrel Cactus Sitting’)
  - Anegam (ʔáˑngam – ‘Platz der Wüsten-Weide’ [engl.: desert willow, botanisch: Chilopsis linearis])
  - Imkah (ʔiˑmiga – ‘Verwandte’)
  - Tecolote (kolóˑdi, auch cú´kud kúhūk – ‘Schreiende Eule’)
- Hia C-eḍ O'Odham oder Areneños („Volk der Sanddünen“, die Spanier übernahmen dies als Pápagos de la arena, woraus die Amerikaner Sand Papago oder Sand Pima machten, von benachbarten O'Odham-Gruppen auch als Hia Tadk Ku:mdam – „Sand Root Crushers“,[21] Hiá Tatk Kuá'adam – „Sand Root Eaters“ oder auch Otomkal Kuá'adam – „Wüstenleguan-Esser“; auf Grund ihres Lebensstils auch als S-O'obmakam – „Apache-ähnliches Volk“ bezeichnet,[22] lebten westlich und nordwestlich der Tohono O'Odham im Grenzgebiet von Arizona und Sonora in der Gran Desierto de Altar, einem Teil der Sonora-Wüste, zwischen dem Golf von Kalifornien und südlich des Colorado River einschließlich der Growler Mountains nordostwärts bis zu den Ajo Mountains (Tui Aja De Mu Vari) rund um Ajo (Moik Wahia) in Arizona, südwärts bis zum Río (de la) Concepción in Sonora einschließlich der Sierra Pinacate und den Tinajas Altas Mountains (Uʼuva:k oder Uʼuv Oopad), daher von den Tohono O'Odham auch als U'uva:k – „wo die Pfeilspitze versank“ oder U'uv Oopad – „wo die Pfeile abgelegt wurden“ bezeichnet,[23] wörtlich „Bewohner der Tinajas Altas Mountains“, unterteilten sich geographisch-kulturell in zwei durch den Sonoita River getrennte Gruppen – die Nördlichen Hia C-eḍ O'Odham standen kulturell sowie politisch den Yuma-Stämmen und Tohono O'Odham nahe, und die Südlichen Hia C-eḍ O'Odham, die den Sobas sowie Seris kulturell-politisch nahe standen, bewohnten die „Westliche Papaguería“)
  - Areneños Pinacateños oder Pinacateños[24] (lebten in der Sierra Pinacate (Cuk Doʼag) und den Cabeza Prieta Mountains in der Sonora-Wüste im Grenzgebiet von Arizona und Sonora)
  - Areneños (lebten in der Gran Desierto de Pinacate rund um die Bergerhebungen, die von den Areneños Pinacateños bewohnt wurden)
  - Quitobaquito Areneños (bewohnten die gleichnamige Oase mit den sog. Quitobaquito Springs im heutigen Organ Pipe Cactus National Monument in äußersten Süden von Arizona)
  - Quitovac Areneños (auch Vak, heute meist Bak genannt, bewohnten diese Oase, die von fünf Quellen gespeist wurde, im heutigen Municipio Puerto Peñasco (Geʼe Ṣuidagĭ) inmitten der Gran Desierto de Altar)[25]

### Pima Bajo (Untere Pima)
Die Pima Bajo oder Lower Pima („Untere Pima“), deren Sprache O'ob No'ok genannt wird, unterteilten sich sowohl geographisch, kulturell als auch sprachlich in die sog. Tiefland Pima (Lowland Pima) und Hochland Pima (Mountain Pima):
- Tiefland (Lowland) Pima oder O'Odham („Volk“, auch als Desert Pima – „Wüsten Pima“ bezeichnet, lebten in den Wüsten und Flusstälern Zentral-Sonoras)
  - Névome O'Odham (Onavas, lebten in der tierra caliente – „dem heißen Land“ – beiderseits des mittleren Rio Yaqui, siedelten von Onavas südwärts bis Movas und Nuri entlang des Rio Nuri sowie im Nordwesten bis zu San José de Pimas am Rio Mátape)
  - Ures O'Odham (lebten am Zusammenfluss des Rio Sonora und des Rio San Miguel, mit den heutigen Siedlungszentren Ures und San Miguel de Horcasitas)
- Hochland (Mountain) Pima oder O'Ob (auch O'Oba – „Volk“, wörtlich jedoch „Feind, d. h. Apache“[26][27], wurden von den Tiefland Pima auch Taramil O'Odham oder Tadmar O'Odham – „Tarahumara-ähnliches Volk“ genannt, da sie in ihrer Lebensart den östlich von ihnen lebenden Tarahumara (Raramuri) sehr ähnelten, waren als kriegerisch und tapfer bekannt)
  - Yécora-Maycoba O'Ob (auch Maykis O'Ob, leben in der Sierra Madre Occidental in der Stadt Yécora und deren Umgebung)
  - Yepachi-Tutuaca O'Ob (auch Yupis O'Ob, mit der Stadt Yepachi als heutigem Zentrum leben sie zwischen den Oberläufen des Rio Papagochi, Rio Tutuaca und Rio Mayo im Grenzgebiet von Sonora und Chihuahua)[28]

### Tepehuán
Die Tepehuán (auch Tepehuanes, Tepehuanos, abgel. aus dem Nahuatl für „Bergvolk“ oder „Bergbewohner“), deren Sprache O'otham, O'dami oder O'dam genannt wird, unterteilen sich in zwei Gruppen, die wiederum anhand unterschiedlicher Dialekte unterteilt werden:
- Nördliche Tepehuán oder Òdami („Volk“, sprachen O'dami oder O'damí del Norte, lebten in der Sierra Madre Occidental nördlich des Rio Verde im Süden von Chihuahua südwärts bis zum Río Zape im Norden von Durango und Sinaloa – die durchschnittliche Höhe beträgt etwa 2.350 Meter; stehen kulturell den nördlich lebenden Tarahumara (Rarámuri) näher als den Südlichen Tepehuán, mit ersteren bilden sie manchmal bilingualen rancherías; unterteilten sich in zwei geographisch-kulturelle Gruppen, die zwei unterschiedliche Dialekte sprechen. Heute leben sie meist in fünf großen Ansammlungen von rancherías rund um die Städte Baborigame, Cinco Llagas, Santa Rosa, Nabogame und Dolores in den Municipios Guadalupe y Calvo, Morelos und Balleza)
  - Hochland Tepehuán (Upland oder Mountain Tepehuán) (leben in der als tierra templada – „gemäßigte Zone“ bezeichneten und von Kiefern-bewachsenen Hochebene und auf den Mesas, konnten in den Bergen auf Grund der kleinen Flächen jedoch nur eine Ernte im Jahr einbringen, waren auf Vorratshaltung angewiesen; sprechen meist den Baborigame Òdami-Dialekt, manche zudem eine Dialektvariante ähnlich dem Tarahumara (Rarámuri))
  - Canyon oder Tiefland Tepehuán (Lowland Tepehuán) (leben in den als tierra caliente – „das heiße Land“ bezeichneten Tiefebenen und Canyons, mit wenig fruchtbaren Böden und bedeckt mit Sträuchern und Gräsern – jedoch konnten sie auf Grund der besonders im Norden von Durango vorkommenden Flüsse zweimal im Jahr eine Ernte einbringen; sprechen meist den Nabogame Òdami-Dialekt)
- Südliche Tepehuán oder Dami (auch Odam – „Volk“, sprachen O'dam oder O'dam del Sur, lebten in der Sierra Madre Occidental vom Süden Durangos bis ins nördliche Nayarit und Jalisco; heute leben sie in sieben comunidades (Ortschaften), die jeweils politisch durch drei Municipios (Verwaltungseinheiten) repräsentiert werden – dem Municipio de Mezquital und dem Municipio de Pueblo Nuevo in Durango sowie im Süden das Municipio de Huajicori mit der comunidad San Andres Milpillas Grande in Nayarit. Jede comunidad hat ein politisch-religiöses Zentrum sowie mehrere anexos (Siedlungen) und zahllose zugehörige rancherias.)
  - Südöstliche Tepehuán oder O'dam (auch Tepehuán del Sureste, Tepehuano). Sie lebten im südöstlichen Durango und angrenzenden Gebieten. Heute leben sie in vier comunidades namens Santa María Ocotán, San Francisco Ocotán, Santiago Teneraca und (Santa María Magdalena de) Taxicaringa des Municipio de Mezquital zwischen dem Oberlauf des Río San Pedro Mezquital bis nördlich und westlich des Río Mezquital. Ihr kulturelles und religiöses Zentrum ist Santa Maria Ocotán.
  - Südwestliche Tepehuán oder Audam (auch Tepehuán del Suroeste). Sie lebten im südwestlichen Durango und angrenzenden Gebieten. Heute leben sie in zwei comunidades namens San Bernardino de Milpillas Chico und San Francisco de Lajas im Municipio de Pueblo Nuevo vom Oberlauf des Río San Lajas flussabwärts bis zur Mündung des Río Mezquital.

### Tepecano
Die Tepecano, deren gleichnamige Sprache seit 1972 ausgestorben ist, werden manchmal als eine Dialektgruppe der Südlichen Tepehuán betrachtet; nach heutigem Stand scheint ihre Sprache jedoch eine separate Pima (Pimic)-Sprache gewesen zu sein. Sie lebten im Tal des Río Bolaños rund um die heutige Stadt Bolaños sowie in der Gegend von Azqueltán (früher Atzqueltlán – „Platz der Ameisen“) im Nordwesten von Jalisco und im Süden von Durango und standen kulturell den hier lebenden Huichol (Wixáritari) und Cora (Náayarite) so nahe, so dass die Spanier alle drei Völker nach der Eigenbezeichnung der Cora für „Volk“ als Nayarites bezeichneten.

## Geschichte und Kultur
Die Pima sind aus der Hohokam-Kultur hervorgegangen, als diese um 1450 auf klimatische Veränderungen in ihrem Siedlungsraum zwischen dem Salt River und dem Gila River mit einer Verschiebung ihres Lebensmittelpunkts und Anpassung der Praktiken des Bewässerungsfeldbaus reagierten.

### Lebensweise

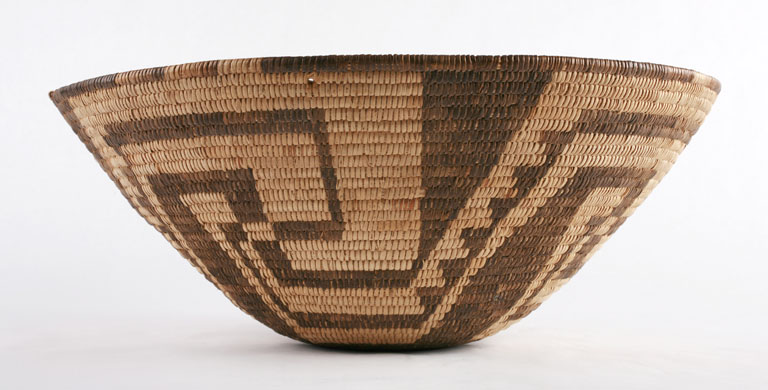
Ein Akimel O'odham-Korb in der ständigen Sammlung des Kinder-Museums von Indianapolis.

Die Akimel Au-Authm bestritten zu 40 % ihren Lebensunterhalt von der Jagd und dem Sammeln von Wildpflanzen, Samen und Wildfrüchten sowie zu 60 % vom Ackerbau. Zur Bewässerung ihrer Felder verließen sie sich nicht nur auf die jährlichen Überschwemmungen, sondern legten zusätzlich Dämme und kilometerweite künstliche Bewässerungsanlagen an. Sie bauten hauptsächlich Mais, Kürbisse, Wassermelonen, Baumwolle, Tabak, Bohnen sowie später im 18. Jahrhundert auch Weizen an. Seitdem konnten sie zwei Ernten im Jahr einbringen: im Winter Weizen und im Sommer Mais. Hierdurch waren sie in der Lage Nahrungsmittelüberschüsse zu produzieren, diese zu lagern, um etwaige Notzeiten gut überstehen zu können. Diese Nahrungsmittelüberschüsse verkauften sie später an spanische, mexikanische und amerikanische Siedler und Militärs und sicherten deren Siedlungen oft das Überleben. Zugleich machten die produzierten Nahrungsmittelüberschüsse sowie die von den Akimel Au-Authm, Ak-Chin Au-Authm und Sobaipuri gehaltenen großen Viehbestände deren Siedlungen Anfang des 18. Jahrhunderts zu begehrten Zielen von Raubzügen der nördlich und östlich lebenden Apachen.
Da sie hierbei in dauerhaften Siedlungen, rancherias genannt, lebten, werden sie gemeinhin auch als One-Villagers bezeichnet.
Die Ak-Chin Au-Authm sowie die Sobaipuri betrieben hingegen Ackerbau, der auf saisonalen Überschwemmungen durch tauenden Winterschnee sowie Sommerregen angewiesen war, hierdurch waren sie viel mehr von der Umwelt abhängig als die Akimel Au-Authm mit ihrer Bewässerungstechnik.
Die Tohono O'Odham hingegen wurden Two-Villagers genannt, da sie zwischen Winterlager und Sommerlager wechselten. Die Tohono O`odham bestritten ihren Lebensunterhalt zu 75 % durch die Jagd und dem Sammeln von Wildpflanzen, Samen und Wildfrüchten sowie zu 25 % durch Ackerbau. Ihre Winterlager (sog. winter well villages) errichteten sie in der Nähe von Quellen und Flüssen der Gebirgsausläufer. Die Sommerlager errichteten sie auf den Hochebenen zwischen den Bergrücken. Dort errichteten sie Steindämme, um den Sommerregen zu ihren Feldern leiten zu können. Auf diesen bauten sie Mais, Bohnen, Kürbisse und Wassermelonen an. Das Sammeln, besonders der Saguaro-Früchte, war ein wichtiger Bestandteil ihrer Kultur.
Die Hia-Ced-O'Odham waren unter allen Pima die einzigen wahren Jäger und Sammler, die zu 100 % von der Jagd auf Wild und dem Sammeln von Wildfrüchten, Samen und Wildpflanzen lebten. Sie bewohnten das extrem trockene, fast regenlose westliche Gebiet der Papaguerita, das von den Spaniern auch El Gran Desierto – ‘die große Wüste’ genannt wurde, waren gezwungen als Nomaden ständig ihre Lager zu wechseln und wurden daraufhin No-Villagers genannt.
Die O'Odham, O'Ob sowie die Odami und Dami im südlichen Sonora und in Durango lebten wie viele Rancheria-Gruppen als Halbnomaden, die saisonalen Ackerbau in den Flusstälern betrieben, ansonsten ergänzten sie ihren nötigen Nahrungsbedarf durch die Jagd und das Sammeln von Wildpflanzen, Früchten und Samen.

### Behausungen
Die Oberen Pima, Unteren Pima und die Tepehuan lebten in weit verstreuten Siedlungen aus Pfahlhäusern aus Adobe entlang der Flüsse oder in gut bewässerten Gebirgs- und Wüstengegenden. Jede Familie besaß verstreut am Flussufer gelegene Felder, die oft weit auseinander lagen. Eine Ausnahme bildeten hier wiederum die Hia-Ced O`odham, die Strauchhütten (Wickiups) oder sogar nur Windschirme, so genannte ramada, errichteten.

### Mythen und Religion
Der Mythenzyklus der O'odham beginnt mit der Erschaffung des Universums durch Jewed Ma:kai und endet mit der Gründung ihrer Dörfer.
Nach dem Glauben der O'odham erschuf Jewed Ma:kai die Welt. Die Hohokam, die darin lebten, begannen einst zu glauben, sie seien besser als Siuuhu, der sie aus Lehm erschaffen hatte. Sie nahmen das Angebot Nu:wis, des Bussards, Siuuhu zu töten, an, was dieser auch ausführte. Weiter wird erzählt, dass nach vier Jahren Ma:kai vier Winde schickte, um Siuuhu wieder gesund zu pflegen. Dieser, wieder am Leben, stieg in die Unterwelt hinab und holte eine Armee toter O'odham, die vor einer Sintflut geflohen waren, herauf. Diese bezwangen die Hohokam und nahmen ihren Platz auf der Erde ein. Siuuhu brachte den Pima Ackerbau und Bewässerung bei.

### Folgen des Eindringens der Spanier sowie der Raubzüge der Apachen
Die Gebiete der Pima Alto und die der Pima Bajo sowie der Tepehuan wurden durch den Zuzug und die Expansion der Opata und Apachen gespalten und erst später durch die Presidio-Linie der Spanier quer durch die Pimeria Alta und die Opateria zur Abwehr der Apachen wieder durch Handel und Kriegsdienst miteinander verbunden. Zudem erzwangen die Spanier einen Ausgleich zwischen Opata und Pima für die Verteidigung der spanisch-indianischen Grenze zur Apacheria.
Apachen, Yaqui, Yuma und Opata (Pima-Wort für ‘Feinde’) zählten zu ihren traditionellen Feinden. Besonders die ständigen Überfälle der Apachen zwangen Tohono O'Odham, Akimel O'Odham und die sesshaften Pima und Tepehuan-Gruppen der Pimeria Baja des Tieflandes ihre vormals einzelnen unabhängigen Dörfer aufzugeben und sich in größeren Siedlungen niederzulassen, die besser zu verteidigen waren und Tag und Nacht durch Posten gesichert wurden. Nur unter dem Schutz mehrerer Krieger trauten sich die Frauen die Felder zu bewirtschaften oder Beeren und Früchte zu sammeln. Erst mit der endgültigen Unterwerfung der Apachen in den 1890er-Jahren verschwanden die Posten und die großen Siedlungen lösten sich wieder auf. Einzelne Gruppen der Apachen (vermutlich versprengte Reste der Mescalero, Lipan und Chiricahua) nahmen sogar noch in den 1920er- und 1930er-Jahren Überfälle auf versteckte rancherias der Pima Bajo und die angrenzenden spanischen Siedlungen vor.
In diesen ständigen Auseinandersetzungen bewährten sich die sonst friedlichen Pima als harte und ausdauernde Krieger und stellten sich den Spaniern, Mexikanern und Amerikanern gerne als Scouts und Krieger gegen die Apachen zur Verfügung.
Als Bewohner der hohen Berge der Sierra Madre konnten sich die Odami (auch Nördliche Tepehuán) – genauso wie die Tarahumara – gegen die Vertreibung durch die raubenden Apachen behaupten. Meist jedoch befanden sich ihre Bergsiedlungen abseits der Zentren der Apachen-Raubzüge. Zudem waren die Tepehuan anderen Stämmen (und meist den Spaniern) feindlich gesinnt, sie waren als tüchtige Krieger bekannt und bei benachbarten Stämmen gefürchtet.
Anfang bis Mitte des 19. Jahrhunderts flüchteten mehrere Gruppen der zu den Fluss-Yuma gehörenden Maricopa wegen der ständigen Kriege gegen andere Yuma zu den Pima. Die Pima nahmen die Maricopa nur unter der Bedingung auf, dass sie den Pima mit ihren Kriegern gegen die Apachen und Yuma beistanden.
Kriege und besonders die Tötung eines Feindes waren bei den Pima ritualisiert und mit Reinigungszeremonien verbunden. Tötete ein Pima-Krieger einen Feind, musste er sich einer 16-tägigen Reinigungszeremonie unterziehen und musste den Kontakt zu seiner Familie und der Dorfgemeinschaft meiden. Außerdem durften nur einige auserwählte Krieger, die durch Visionen besondere Kräfte besaßen, Feinde töten. Für die Pima waren die Apachen (Ohp – ‘Feind’) böse, teuflische Schamanen und jede Person oder jeder Gegenstand, der mit einem Apachen in Berührung kam, wurde für die Pima tabu und bedurfte einer rituellen Reinigung. Daher nahmen die Pima fast nie Gefangene, sondern töteten so viele Apache wie möglich und nahmen fast keine Beute außer Skalps. Die Apache-Skalps wurden als mächtige Fetische gebraucht, um Angehörige zu heilen, für Regen zu sorgen, die Felder fruchtbar zu machen und eine gute Ernte zu bringen. Bei den Tohono O'Odham herrschte sogar der Brauch, dass ein Krieger erst heiraten sollte, nachdem er einen gegnerischen Apachen-Krieger getötet hatte – sollte ihm dies vor der Hochzeit nicht gelungen sein, so glaubte man, dass die Ehe böse enden oder die Kinder missgestaltet geboren werden könnten.
Die Pima waren wie viele Wüsten- und Hochland-Stämme im Norden Mexikos und im Südwesten als ausgezeichnete Läufer berühmt. In sexueller Hinsicht lebten die Pima sehr freizügig; Ehen waren für die Pima oft nur Verbindungen auf Zeit.
Während der spanischen Kolonialzeit übernahmen die Pima viele technische Fertigkeiten der Spanier, deren Waffen, Pferde, Rinder und das Christentum, das sie allerdings teilweise mit ihren überlieferten Riten vermischten.
Trotz ihrer Zuverlässigkeit als Scouts und Krieger gegen Yaqui, Apachen und andere feindliche Stämme stürzten die Pima mehrmals die ganze Grenzregion im Norden Sonoras durch blutige Aufstände gegen die Weißen ins Chaos.
Heute leben die amerikanischen Pima in mehreren Reservaten in Arizona und ihre Stammesangehörigen in den Bergen Mexikos.

## Besonderheiten
Die in den Vereinigten Staaten lebende Hälfte der Pima leidet durch schlechte Ernährungsgewohnheiten überproportional stark an Diabetes Typ 2, während es bei dem in Mexiko lebenden Bevölkerungsteil keine Auffälligkeiten diesbezüglich gibt.
Die Wissenschaft erklärt dieses Phänomen damit, dass die amerikanischen Pima vorwiegend arbeitslos sind und sich nur von billigem fetten Essen ernähren, während die über der Grenze wohnenden Vettern verstärkt Landwirtschaft betreiben und sich vor allem von Maisprodukten ernähren.
Da die Pima genetisch der Wüste angepasst sind, ist bei ihnen eine Überversorgung mit Fett und Energie fatal.

## Demographie
Die Akimel Au-Authm und Ak-Chin-Au-Authm zusammen zählten zwischen 6.000 und 7.000 Menschen, die Tohono O'Odham ca. 10.000, die Hia-Ced O'odham ca. 1.000, die Pima Bajo und Tepehuán ca. 20.000 sowie die Maricopa ca. 500.